# Opactwo terytorialne
Opactwo terytorialne – jednostka administracyjna spotykana w Kościele rzymskokatolickim i zaliczana do Kościołów partykularnych, którymi Kodeks prawa kanonicznego nazywa Kościoły lokalne, wspólnie tworzące Kościół powszechny (katolicki). Kanoniczna definicja opactwa terytorialnego brzmi następująco:

Prałatura terytorialną lub opactwo terytorialne oznacza część Ludu Bożego w określonych granicach terytorium. Ze względu na szczególne warunki, piecza o ten lud zostaje powierzona prałatowi lub opatowi, który kieruje nim, na podobieństwo biskupa diecezjalnego, jako własny jego pasterz. 

W tego typu opactwach, opat dzierży nie tylko władzę przełożonego wobec przebywających w klasztorze, lecz również władzę równą biskupowi diecezjalnemu na określonym terytorium, które nie przynależy wówczas do żadnej diecezji (opactwo jest równe diecezji). W takim przypadku nazywany jest opatem terytorialnym abbatia nullius.
Od czasu Soboru Watykańskiego II, który położył nacisk na jedność episkopatu i zachowanie spójnej organizacji Kościoła, opartej na diecezjach, liczba opactw terytorialnych jest systematycznie ograniczana. Obecnie (stan na czerwiec 2022) występują one jeszcze w Austrii, Szwajcarii, na Węgrzech, we Włoszech oraz w Korei Północnej. Ich łączna liczba wynosi jedenaście.

## Lista istniejących opactw terytorialnych

### Według zakonu
- 7 benedyktyńskich (Opactwo terytorialne Montevergine, Opactwo terytorialne Montecassino, Opactwo terytorialne Subiaco, Opactwo Świętej Trójcy w Cava de’ Tirreni, Opactwo benedyktyńskie Pannonhalma, Opactwo terytorialne Tŏkwon, Opactwo terytorialne Einsiedeln)
- 1 oliwetańskie (Opactwo terytorialne Monte Oliveto Maggiore)
- 1 Kanoników Regularnych św. Maurycego (Opactwo terytorialne Saint-Maurice)
- 1 bazylianów Zakonu Grottaferrackiego (Opactwo terytorialne Santa Maria di Grottaferrata)
- 1 cysterskie (Opactwo terytorialne Wettingen-Mehrerau)

### Według państwa
Włochy
- Opactwo terytorialne Montevergine
- Opactwo terytorialne Montecassino
- Opactwo terytorialne Santa Maria di Grottaferrata
- Opactwo terytorialne Subiaco
- Opactwo terytorialne Santissima Trinità di Cava de’ Tirreni
- Opactwo terytorialne Monte Oliveto Maggiore

Szwajcaria
- Opactwo terytorialne Einsiedeln
- Opactwo terytorialne Saint-Maurice

Austria
- Opactwo terytorialne Wettingen-Mehrerau

Węgry
- Opactwo terytorialne Pannonhalma

Korea Północna
- Opactwo terytorialne Tŏkwon